# Cerdaia lunata
Cerdaia lunata là một loài bọ cánh cứng trong họ Cerambycidae.